# Hebrom (filho de Coate)
Hebrom, no livro de Êxodo, foi um dos filhos de Coate, filho de Levi, filho de Jacó.
Levi, terceiro filho de Israel (Jacó), teve três filhos, Gérson (filho de Levi), Coate e Merari, e viveu centro e trinta e sete anos. Coate teve quatro filhos, Anrão, Jizar, Hebrom e Uziel, e viveu centro e trinta e três anos. Anrão, o irmão de Hebrom, foi o pai de Miriã, Aarão e Moisés.
Hebrom teve quatro filhos: Jerias, o chefe, Amarias, Jaaziel e Jecamerão.
A cidade de Quiriate-Arba, na região montanhosa de Judá, após a conquista israelense da Palestina, foi dada aos filhos de Coate, e passou a se chamar Hebrom. 